# Pam Gems
Pam Gems, geborene Iris Pamela Price (* 1. August 1925 in Hampshire; † 13. Mai 2011 in London) war eine Dramatikerin aus England. Vielfach aufgeführt wurde insbesondere ihr Drama Piaf, das vom Leben der französischen Sängerin Édith Piaf handelt.

## Leben
Iris Pamela Price wurde 1925 in Bransgore im County Hampshire geboren, wo sie auch mit ihren Eltern und ihrem Bruder Mickey Price aufwuchs. Mit acht Jahren verfasste sie ihr erstes Theaterspiel, eine Geschichte über Kobolde und Elben, das von ihren Klassenkameraden an ihrer Primarschule gespielt wurde. Nach Erlangung der Hochschulreife begann sie ein Studium der Psychologie an der Universität Manchester, das sie 1949 abschloss. Bald darauf heiratete sie den Architekten Keith Gems, mit dem sie vier Kinder hatte. Zwanzig Jahre lang schrieb sie Theaterstücke ohne Erfolg, was sich erst mit dem Umzug der Familie nach London im Jahre 1970 änderte.
In den 1970er Jahren trafen die von ihr veröffentlichten Theaterstücke erstmals auf größeres Interesse. Pam Gems galt als Vertreterin eines feministischen Theaters in Großbritannien, beginnend mit ihrem Drama Dusa, Fish, Stas and Vi oder Dead Fish, das 1976 beim Edinburgh Festival uraufgeführt wurde. Das Theaterstück handelt vom Leben von vier Frauen, die sich eine kleine Wohnung im Großbritannien der damaligen Zeit teilten. Große Bekanntheit erlangte des Theaterstück Piaf über das Leben der französischen Sängerin Édith Piaf, das 1978 mit Jane Lapotaire als die Piaf und mit Zoë Wanamaker als ihre langjährige Freundin von der Royal Shakespeare Company in Stratford-on-Avon uraufgeführt wurde. Dasselbe Ensemble trat im West End Theatre in London und am Broadway in New York City auf, wofür Jane Lapotaire 1981 den Tony Award als beste Schauspielerin erhielt. 1982 wurde das Stück in deutscher Sprache mit Maria Bill in der Hauptrolle am Volkstheater in Wien aufgeführt. In den Jahren von 2016 bis 2019 wurde das Stück von Gems mit Vasiliki Roussi als Piaf im Alten Schauspielhaus der Schauspielbühnen Stuttgart sowie dem Theater Trier aufgeführt.
Nebenbei trat Pam Gems auch selbst als Schauspielerin auf. Im Kinofilm 1984 von Michael Radford nach dem gleichnamigen Roman von George Orwell spielte sie die Wäscherin.
1996 wurde in Oldham das Drama Marlene über die Schauspielerin Marlene Dietrich mit Siân Phillips in der Hauptrolle uraufgeführt. Eine deutschsprachige Inszenierung dieses Stücks erfolgte durch Volker Kühn mit Judy Winter als Marlene Dietrich und wurde am 28. Juni 1998 im Renaissance-Theater in Berlin uraufgeführt; bis 12. April 2004 gab es über 500 Vorstellungen.
Ein weiteres erfolgreiches Drama von Gems war Stanley, ein biographisches Stück über den britischen Maler Stanley Spencer, das 1996 seine Uraufführung mit Antony Sher in der Titelrolle am Royal National Theatre hatte und zwei Olivier Awards einbrachte, nämlich für Pam Gems als Autorin des besten Theaterstücks und für Antony Sher mit der besten schauspielerischen Leistung. Ein Jahr darauf wurde es am Square Theater in Manhattan aufgeführt, wieder mit Antony Sher als Stanley Spencer.
Pam Gems starb am 13. Mai 2011 im Alter von 85 Jahren in London.

## Familie
Iris Pamela Price war verheiratet mit dem Architekten und Wachspuppenhersteller Keith Gems, der auch Madame Tussauds belieferte und Pamela um einige Jahre überlebte. Das Ehepaar hatte vier Kinder (Jonathan, Sara, David und Lala) und zum Zeitpunkt von Pamelas Tod vier Enkelkinder.

## Werke
Frühe Werke (1972–1976)
(Werk, Jahr, Uraufführung)
- Betty's Wonderful Christmas (1972), Cockpit Theatre, London
- My Warren And After Birthday (1973), Almost Free Theatre, London
- Miz Venus and Wild Bill (1973), Almost Free Theatre, London
- After Birthday (1973)
- The Amiable Courtship Of Miz Venus And Wild Bill (1974), Almost Free Theatre, London
- Go West Young Woman (1974), The Roundhouse, London
- Up In Sweden (1975), Haymarket, Leicester
- My Name Is Rosa Luxembourg (adaptation), (1975)
- Up In Sweden (1975)
- Rivers and Forests (adaptation), (1976)
- Dead Fish (aka Dusa, Fish, Stas And Vi, 1976), Edinburgh Festival
- Guinevere (1976), Edinburgh Festival
- The Project (1976), Soho Poly, London

Mittlere Werke (1977–2000)
- Franz Into April (1977), ICA, London
- Queen Christina (1977), Other Place, Stratford-on-Avon
- Piaf (1978), Other Place, Stratford-on-Avon
- Ladybird, Ladybird (1979), The King’s Head, Islington, London
- Sandra (1979), London
- Aunt Mary (1982), Warehouse Theatre, London
- The Treat (1982), ICA, London
- The Cherry Orchard (adaptation) (1984)
- Variety Night (1982), London
- Camille (adaptation) (1984)
- Loving Women (1984)
- The Danton Affair (1986)
- Pasionaria (1985), Playhouse Theatre, Newcastle upon Tyne
- Arther and Guinevere (1990), Edinburgh
- The Seagull (adaptation) (1991)
- The Blue Angel (1991), Other Place, Stratford-on-Avon
- Deborah's Daughter (1994), Manchester
- Ghosts (adaptation) (1994)
- Marlene (1996), Oldham
- Stanley (1996), London
- At the Window (1997)
- The Snow Palace (1998)
- Ebba (1999)

Späte Werke (2000–2011)
- Girabaldi, Si! (2000)
- Linderhof (2001)
- Mrs Pat (2002), Theatre Royal, York
- Yerma  (adaptation) (2003), Royal Exchange Theatre Manchester
- Not Joan the Musical (2003)
- The Lady From The Sea (adaptation) (2003), Almeda Theatre London
- The Little Mermaid (adaptation) (2004), Greenwich Theatre, Riverside Theatre, London
- Nelson (2004), Nuffield Theatre, Southampton
- Broadway Lady (2007)
- Piaf (2008), Donmar Warehouse, London
- Winterlove (2009), The Drill Hall, London[11]
- Despatches (2009), The Drill Hall, London[12]